# Sulamith Goldhaber
Sulamith Goldhaber (Viena, 4 de novembre de 1923 - Madràs, 11 de desembre de 1965) va ser una química-física d'origen austríac que va treballar en el camp de la física d'altes energies. Va ser una experta mundial en les interaccions dels mesons K+ amb els nucleons i va fer nombrosos descobriments relacionats amb aquesta matèria.
Sulamith es va criar a Palestina, on va conèixer Gerson Goldhaber, un company d'estudis amb qui acabaria casant-se l'any 1947. Després varen viatjar als Estats Units, on Sulamith va aconseguir el doctorat a la Universitat de Wisconsin. La carrera científica de Sulamith va anar de la mà de la seva parella. Ambdós varen passar llargues hores treballant junts i es convertiren en la dècada dels 50 en experts en la ciència de la tecnologia de l'emulsió nuclear.

## Premis i distincions
Les seves contribucions en la recerca en el camp física d'altes energies van propiciar que entre 1960 i 1961 fos fellow de la Fundació Ford i que el 1964 obtingués una Beca Guggenheim. Així mateix, va ser membre de la societat d'investigació científica Sigma Xi.